# Ergodická literatura
Ergodická literatura je pojem zavedený Espenem J. Aarsethem v jeho knize Cybertext - perspektivy ergodické literatury. Název je odvozen od řeckého slova ergon, znamenající práci a hodos, znamenající cestu. Aarseth sám definuje ergodickou literaturu jako takovou literaturu, kde je po čtenáři vyžadováno netriviální úsilí, potřebné k přečtení textu. Aby text jako takový dával smysl, je potřeba aby se ergodické části doplnily neergodickými.

## Cybertext
Aarseth definuje cybertext jako podkategorii ergodické literatury, ačkoliv také říká, že se jedná o "širší textovou mediální kategorii, nikoliv literarni druh, kterou definuje výpočetní proces" . Cybertext musí obsahovat nějakou formu smyčky zpětné vazby - narušuje klasické vnímání literatury ve smyslu:
autor → text, neboli jeho zpráva → čtenář, neboli příjemce zprávy
Cybertext přesouvá centrální důraz na čtenáře a na proces vytváření a organizování textu .
Například hypertext fikce, složená z jednoduchých uzlů a odkazů mezi nimi může být rozhodně považovaná za ergodickou literaturu (jelikož čtení takového materiálu vyžaduje netriviální úsilí sledování odkazů, mentálních skoků a rozhodování), ale již ne jako cybertext, neboť odkazy jsou pevně dané a vedou vždy na stejné místo. Oproti tomu interaktivní chatbot, jako například ELIZA, je cybertext protože na základě vstupu přepočítává výstup - na základě zpětné vazby a za použití výpočetního procesu je vrácena textová odpoveď.

## Inovace ergodické literatury
Jedna z hlavních inovací konceptu ergodické literatury je jeho mediální ne-specifičnost. Novomediální učenci se často soustředí na medium textu a na jeho papírovou nebo digitální formu, ale Aarseth toho dělení rozbourává. Mechaniky textové formy nemusí být mediálně specifické, ergodická literatura není definování žádným konkrétním médiem (stejně tak cybertext není vázán jen na digitální formát). Rozhodující je způsob, jakým text funguje, nikoliv jaké nabírá formy.

## Příklady
- nástěnné rytiny ve starověkém Egyptě, které jsou navzájem na sebe napojené buďto na jedné stěne nebo i přes několika stěn či místností.
- básně od Guillaume Apollinaire, ve kterých jsou slova rozházená na papíře tak, aby zároveň tvořily i vizuální obrazce (a tedy s nejasným pořadím v jakém se mají číst)
- divadelní hra, ve které se diváci stanou porotou a rozhodují, jak má příběh skončit
- chatbot ELIZA